# 陳一帆 (藝術家)
陳一帆（1924年—2016年7月20日），原名陳尊雙，福建省长乐县鶴上鎮人，雕塑家，1949年至臺灣後以為政界人士雕塑銅像聞名，1988年後返回故鄉繼續創作。

## 生平
陳一帆為1924年生於鶴上鎮，家族在仙街村是豪門，原名陳尊雙，福州一中畢業。
1937年投筆從戎報考空軍機械學校十一期。1945年返乡娶长乐古槐沙京村李氏望族李如宝為妻，1946年3月生女陳子文，1949年自贵州随部隊撤往臺湾。
陳一帆駐守金門島時，投稿寫要反共抗俄。從小喜愛繪畫的他用金門的土捏開始創作，第一个作品是一只展翅的海燕，捏的第二幅作品是妻子，第三幅作品為想象中已能歌善舞的女儿。他會為同袍練習雕塑頭像開始，之後國民黨政軍界元老的塑像多出自他之手。
1965年，陳一帆免費替中國青年登山協會塑造將立於玉山頂端的于右任銅像，受到于右任長子于望德連聲讚揚塑像生動。晚年後，陳一帆回憶，那時在長達半年多的创作中，不知吟过多少遍于右任的诗《望故鄉》，每吟一遍泪流满面，因他也思念着家鄉的雙親和妻女，幻想登上玉山去是否真能否能望见对岸的家。
同年，為仁愛路圓環計畫立臺北于右任銅像，展開雕塑比賽。陳一帆參賽雕塑於1965年3月17日在陳固亭、楊亮功、李嗣璁、陳顧遠、李子寬、螘碩、郎靜山和水祥雲等于右任生前的友人、學生和藝術家人21人票選中獲17票，從十件作品評選而出。
陳一帆的作品還有1965年1月3日在瑞芳鎮揭幕的簡金墻銅像、1965年5月19日在國立清華大學揭幕的梅貽琦銅像、1966年6月18日在金門中學揭幕的蔣中正銅像、1968年1月11日在中央研究院揭幕的蔡元培銅像、1969年10月13日在寧波西街林森紀念堂揭幕的林森銅像、1972年5月中旬在國立國父紀念館揭幕的孫中山銅像、1973年9月8日在聖若望大學揭幕的孫中山銅像、1974年5月1日在福壽山農場飛雪亭前塑立的趙聚鈺銅像、1975年10月30日在楠梓加工區揭幕的蔣中正銅像等等。
1972年，陳一帆以空军上尉衔退役，以雕塑创作维生，娶一位女校長為妻。
陳一帆在臺灣所塑造的蔣中正銅像約十多座。國立中正紀念堂的蔣中正坐像，是陳一帆從事雕刻以來最壯觀的作品。曾任中正紀念堂籌建小組設計組業務秘書的劉立民回想，此像青銅購自金瓜石台金公司，大理石來自義大利與花蓮縣，經費達新台幣1,391萬。當時陳一帆借用木柵的場地，一度從鷹架摔下受傷，所幸被送飯的妻子發現。擔任助手長達八年的唐自常回憶，一批黨國元老都對於這座蔣公銅像提出個人看法，覺得做得不夠傳神，但最後時任國科會主委陳履安要大家尊重藝術家的創作，讓銅像工程得以繼續進行。
1985年，教育部以吳道子繪作為準，徵選標準設計的孔子像。陳一帆所塑的孔子像從脫穎而出，從此他雕塑的孔子像在臺灣被列為孔子標準塑像，當作照片與塑像紀念品贈予他人，在南加州大學、新加坡裕華園、烏拉圭的孔子公園內都可見到。
1983年，陳一帆第一任妻子李如宝去世。1986年，陳一帆透過書信，與多年不見的女兒在香港重逢。陳一帆為早日与亲人重聚，参加不少臺灣外省人返乡促进活动。

### 返鄉定居
1988年6月3日，《民生報》刊出中國大陸人陳惠慈想尋找他在臺灣的堂兄陳尊雙、註明為福建長樂籍的尋人啟示。該年開放兩岸探親後，陳一帆定居福州，花費人民幣30萬元外匯券於福州市河南新村南入口買下一棟獨門獨院、佔地一畝多的別墅，僱請傭人照顧起居，之後邀擔任閩江學院美術學院客座教授作授課。
一次記者訪問時，已九旬的陳一帆泪流满面說他此生完成了许多雕塑作，有一件作品是带着淚完成，这就是立於玉山之巅的于右任像。為推動儒家學說，他常免費捐贈孔子像，如向中國孔子基金會、中國人民大學、福建中醫藥大學、長樂吳航書院、福州四中、福州時代中學、長樂一中、布洛克大学孔子學院等捐贈孔子塑像。
2016年7月20日，陳一帆在福州病逝。他臨終囑託女兒將自己的故居別墅改為藝術館，展覽中華名人像。